# Landesgartenschau Oschatz 2006
Die Landesgartenschau Oschatz fand als 4. Sächsische Landesgartenschau von April bis Oktober 2006 unter dem Motto: „Hier blüht Sachsen“ statt. Landesgartenschauen werden in Sachsen seit dem Jahre 1996 üblicherweise im Drei-Jahres-Rhythmus veranstaltet, in Oschatz wurde zum ersten Mal davon abgewichen.

## Bewerbungsverfahren und Zuschlag
Am 6. Juli 1999 erhielt die Stadt Oschatz den Zuschlag für die Ausrichtung der 4. Sächsischen Landesgartenschau 2005. Dieser wurde durch den Sächsischen Staatsminister für Umwelt und Landwirtschaft Rolf Jähnichen erteilt. Ausschlaggebend war neben dem Konzept auch die sehr geringe Verschuldung der Stadt. Oschatz setzte sich dabei gegen acht weitere Bewerber durch. Auch die Städte Görlitz, Grimma, Hoyerswerda, Niesky, Oelsnitz/Vogtl., Pirna und Plauen sowie die Gemeinde Schlema (Erzgebirgskreis) hatten sich für die Ausrichtung der Landesgartenschau 2006 beworben.
Am 28. Oktober übergab der sächsische Umwelt- und Landwirtschaftsminister Steffen Flath den Bewilligungsbescheid des Freistaates Sachsen, wonach die Landesgartenschau 2006 mit 4,8 Millionen Euro unterstützt wurde. Insgesamt wurde mit einem Investitionsvolumen von 9,6 Millionen Euro kalkuliert.

## Konzept und Umsetzung
Für die Gestaltung der Landesgartenschau 2006 wurde ein landschaftsarchitektonischer Wettbewerb durchgeführt. Den 1. Preis erhielt das Berliner Büro Weidinger Landschaftsarchitekten in Arbeitsgemeinschaft mit Springer Architekten. Ziel des Konzeptes war es, die Döllnitzaue unter Einbeziehung bereits vorhandener Grünflächen zu einer Freizeit- und Erholungslandschaft umzugestalten und mit der nahegelegenen Innenstadt und dem umliegenden Landschaftsraum zu vernetzen. Inhaltlich orientierte sich die Schau an der Idee der Nachhaltigkeit, um die entstandenen Anlagen auch nach Abschluss der Veranstaltung weiter nutzen zu können. Symbolisiert wurde diese durch das Maskottchen der Landesgartenschau „Oschgar“, ein junges Bäumchen.
Am 12. Mai 2003 erfolgte durch den sächsischen Ministerpräsidenten Georg Milbradt im Beisein des Oberbürgermeisters der Stadt Oschatz, Andreas Kretschmar und des Präsidenten des Landesverbandes Gartenbau, Claus Engler der erste Spatenstich.

## Gartenschauareal
Das Gelände der 4. sächsischen Landesgartenschau in Oschatz erstreckte sich im Wesentlichen in der Aue des Flusses Döllnitz und bezog bereits vorhandene Erholungsflächen, wie den Oschatzer Heimattierpark mit ein. Dieser wurde dabei neu gestaltet und mit zusätzlichen Gehegen und Volieren ausgestattet. Auch das Gelände einer Kleingartenanlage im Süden der Stadt wurde als Ergänzungsbereich in die Landesgartenschau einbezogen. Die Anlage hatte 2002 die Silbermedaille im Bundeswettbewerb „Gärten im Städtebau“ gewonnen.

### Stadtsteg
Verbunden wurde das Gartenschauareal mit der Oschatzer Altstadt durch den Stadtsteg, eine geschwungene Fußgängerbrücke mit einer Gesamtlänge von 113 Metern und einer Höhe von bis zu acht Metern. Dieser führte zugleich auf das Gründach der Blumenhalle.

### Blumenhalle
Die Blumenhalle wurde als Veranstaltungsort für die während der Landesgartenschau stattfindenden wechselnden Blumenschauen gebaut und bildete wegen ihrer markanten Architektur einen Blickfang des Ausstellungsgeländes. Sie besitzt einen Durchmesser von 32 Metern, eine Höhe von rund zehn Metern und einen stützenfreien Innenraum. Die Außenfassade besteht aus Holzlamellen, das Dach wurde begrünt.

### Döllnitzbrücke
Als Verbindung zwischen dem Hauptteil der Gartenschau und dem am anderen Döllnitzufer gelegenen Bereich entstand eine aus textilbewehrtem Beton bestehende Fußgängerbrücke. Die weltweit erstmals umgesetzte Technologie, statt klassischer Stahlträger Glasfasermatten für den Brückenbau einzusetzen, ermöglichte eine Gewichtseinsparung von ca. 80 %, so dass das Bauwerk nur fünf Tonnen wog. Die Brücke war Teil eines Forschungsprojektes des Instituts für Massivbau der Technischen Universität Dresden und wurde von den Betonwerken Oschatz gebaut.

### Rosensee
Im Zusammenhang mit der Landesgartenschau wurde der Rosensee angelegt. Das mit Grundwasser gespeiste künstliche Gewässer verfügt über eine Wasserfläche von ca. 10.000 Quadratmetern und war während der Schau mit Seerosen bepflanzt. Außerdem entstand ein Ruderbootverleih sowie ein Steg, um Flora und Fauna des Sees zu beobachten.

### Verkehrsanbindung
Zur Verkehrsanbindung des Gartenschaugeländes wurde die von Oschatz nach Mügeln verkehrende Schmalspurbahn in das Konzept einbezogen. Während der Schau erhielt diese zwei zusätzliche Haltepunkte am Oschatzer Markt und am Tierpark. Die Haltepunkte Oschatz Süd und Kleinforst-Rosensee befanden sich unmittelbar an den Eingängen, so dass die Bahn auch als Transportmittel innerhalb des Gartenschaugeländes genutzt werden konnte.
Besucher, welche mit der Deutschen Bahn anreisten, konnten außerdem vom Oschatzer Bahnhof aus mit der Döllnitzbahn direkt bis zum Haupteingang fahren. Dafür wurde die Gültigkeit des Sachsen-Tickets erweitert und dieses auch von der Döllnitzbahn anerkannt. Außerdem gab es spezielle Eintrittskartengutscheine, welche in Verbindung mit einer DB-Bahnfahrkarte günstigere Eintrittspreise boten.
Am 8. Oktober 2006 endete die 4. Sächsische Landesgartenschau mit einer Bilanz von über 500.000 Besuchern, wobei ca. 330.000 Tickets verkauft wurden.

## Nachnutzung
Nach Abschluss der Landesgartenschau 2006 wurde das Gelände als „O-Schatz-Park“ als städtisches Erholungsgebiet übergeben. Hier befindet sich u. a. der Tierpark, welcher für die Gartenschau erneuert worden war. Zu sehen sind neben verschiedenen Vogelarten Damwild, Mufflons, Känguruhs, Stachelschweine und Präriehunde, Rhesusaffen sowie seltene Haustierarten.
Die Blumenhalle wurde nach der Landesgartenschau an den Verein Lebenshilfe e. V. als „Spielscheune“ übergeben. Dieser Verein kümmert sich auch um den Erhalt des Tierparks und des Rosensees als Naherholungsgebiet. Weitere Flächen dienen heute als Spielflächen, Skater- und BMX-Bahn. Die ursprünglich für verschiedene Aussteller der Gartenschau errichteten Bungalows werden als Europäisches Jugendcamp genutzt.
Vom 23. bis zum 26. Juni 2011 fand im O-Schatz-Park auf dem ehemaligen Landesgartenschaugelände eine „Kleine Landesgartenschau“ statt. Zu den Attraktionen gehört die in der früheren Blumenhalle ausgestellte „größte Kaffeekannensammlung der Welt“ mit etwa 11.000 Kaffeekannen. 7.000 weitere Kaffeekannen befinden sich noch im Depot. Außerdem fanden zahlreiche Familien- und Freizeitsportveranstaltungen statt.